# Saint-Denis-en-Val
Saint-Denis-en-Val is een gemeente in het Franse departement Loiret (regio Centre-Val de Loire). De plaats maakt deel uit van het arrondissement Orléans. Saint-Denis-en-Val telde op 1 januari 2022 7.768 inwoners.

## Geografie
De oppervlakte van Saint-Denis-en-Val bedroeg op 1 januari 2022 17,11 vierkante kilometer; de bevolkingsdichtheid was toen 454 inwoners per km².

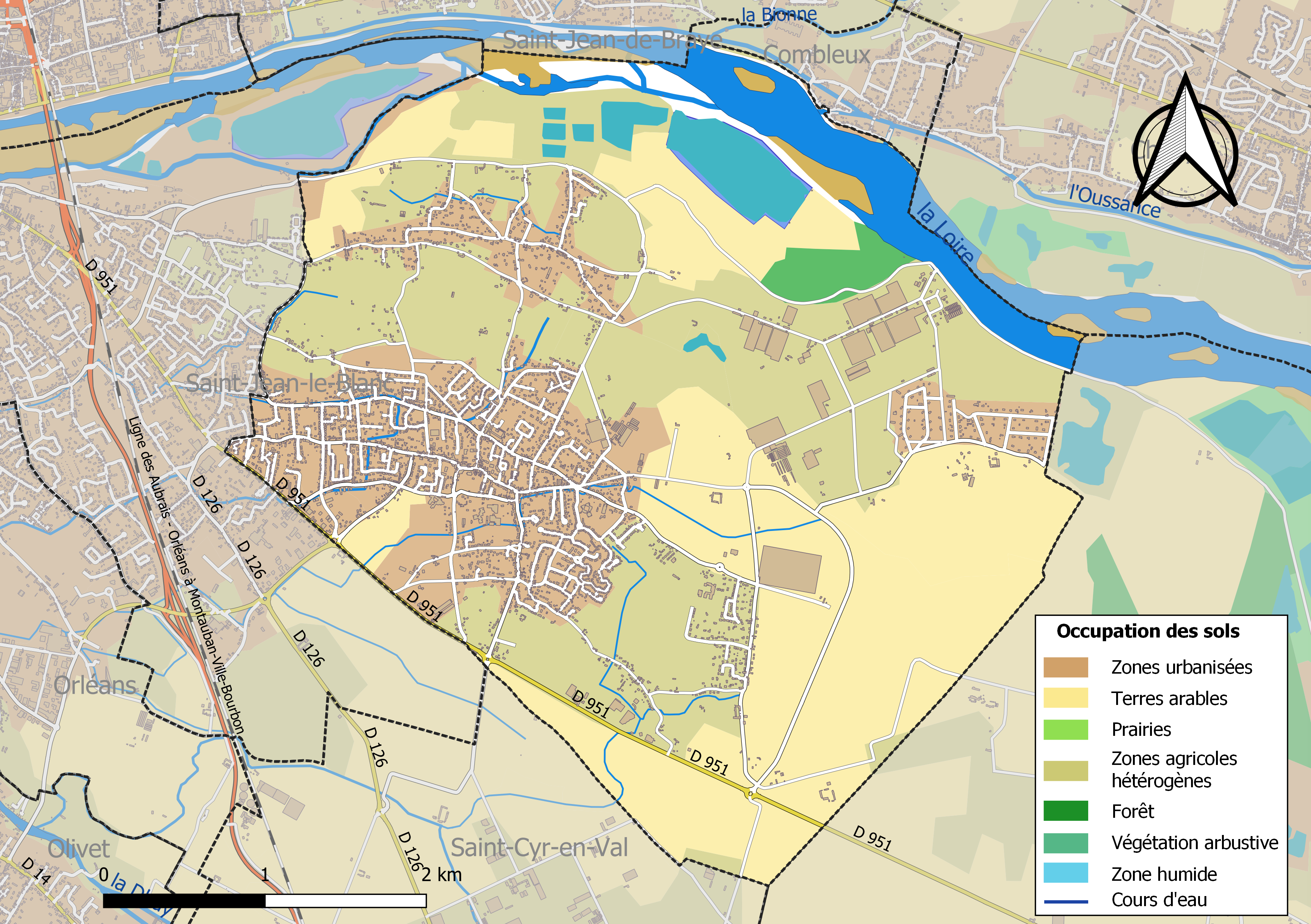
Kaart van de gemeente met de belangrijkste infrastructuur, bodemgebruik en omliggende gemeenten

## Demografie
Onderstaande figuur toont het verloop van het inwonertal (bron: INSEE-tellingen).